# Ju Wenjun
Ju Wenjun (chinês: 居文君; pinyin: Jū Wénjūn) (Xangai, 31 de janeiro de 1991) é uma jogadora de xadrez chinesa que detém o título de Grande Mestre. Ao defender seu título em 2023, ela se sagrou pentacampeã do mundo da modalidade.

## Carreira
Ela obteve varias participações nas Olimpíadas de xadrez defendendo seu país. Ju participou da edição de Dresden 2008, Khanty-Mansiaky 2010, Istambul 2012 e Tromsø 2014 tendo ajudado a equipe chinesa a conquistar três medalhas de prata (2010, 2012 e 2014). Individualmente, seus melhores resultados foram uma medalha de prata em 2010 e uma de bronze em 2014.
Participou também do Campeonato Mundial Feminino de Xadrez de 2004 na qual foi eliminada na segunda rodada por Elisabeth Pähtz, do Campeonato Mundial Feminino de Xadrez de 2006 na qual foi eliminada nas oitavas de final por Maia Chiburdanidze, do Campeonato Mundial Feminino de Xadrez de 2008 na qual foi eliminada na segunda rodada por Antoaneta Stefanova, do Campeonato Mundial Feminino de Xadrez de 2010 na qual foi eliminada nas quartas de final por Humpy Koneru, do Campeonato Mundial Feminino de Xadrez de 2012 na qual foi eliminada na  semifinal por Anna Ushenina e do Campeonato Mundial Feminino de Xadrez de 2015 na qual foi eliminada na segunda rodada por Natalia Pogonina.
Venceu o campeonato mundial feminino de xadrez rápido em 2017 e conquistou o bicampeonato em 2018.
Venceu o campeonato mundial feminino de 2018 e defendeu seu título no mesmo ano. Defendeu seu título mundial pela segunda vez em 2020, durante o Campeonato Mundial Feminino de Xadrez de 2020. Em 2023 defendeu novamente seu título no Campeonato mundial feminino de 2023.
Ju conquistou a maior vitória de sua carreira na quinta rodada do Tata Steel Chess Tournament 2024, derrotando o então número 6 do mundo Alireza Firouzja
Em maio de 2024 participou do tradicional torneio Tepe Sigeman, realizado em Malmo, Suécia, terminando em sexto lugar com uma performance de 2693, neste evento venceu uma partida contra o GM alemão Vincent Keymer.
Se sagrou campeã mundial feminina de blitz em 31 de dezembro de 2024.
Em abril de 2025, venceu o Campeonato Mundial Feminino de xadrez 2025 derrotando a desafiante Tan Zhongyl pelo placar de 6,5 a 2,5 se tornando cinco vezes campeã mundial.